# Ghostbusters: The Video Game
Ghostbusters: The Video Game ist ein 2009 erschienenes Computerspiel für Windows, Playstation 3, Xbox 360, Nintendo DS, PlayStation Portable, PlayStation 2 und Wii. Die Handlung basiert auf den Kinofilmen Ghostbusters – Die Geisterjäger und Ghostbusters II und stammt von den Hauptdarstellern Dan Aykroyd und Harold Ramis, die mit Bill Murray und Ernie Hudson im Spiel wieder auf Geisterjagd gehen. Auch William Atherton, Annie Potts, Brian Doyle-Murray und Alyssa Milano haben ihr Aussehen und ihre Stimme beigesteuert. Nicht aus den Filmen dabei sind Rick Moranis, der sich weitgehend im Ruhestand befindet, und Sigourney Weaver, deren Zusage zu spät kam. Laut Dan Aykroyd ist das Spiel „im Wesentlichen der dritte Film“. Der Spieler übernimmt darin die Rolle eines neuen Geisterjäger-Kadetten.

## Handlung
1991 arbeiten die Geisterjäger offiziell für die Stadt und bilden einen neuen Kadetten aus. Dieser ist die zu steuernde Spielfigur, die die Geisterjäger begleitet. Die ersten Geister werden in der Feuerwache gefangen, bevor die Suche nach Slimer die Geisterjäger zum Sedgewick Hotel führt. Nachdem eine dimensionsübergreifende Schockwelle New York City trifft, muss das Team zahlreiche Geister bekämpfen, darunter den Marshmallow-Mann auf dem Times Square. Die Spuren führen die Geisterjäger dann weiter zur New York Public Library, wo sie wie im ersten Film auf die Bibliothekarin treffen.
Später gibt Walter Peck, der Gastkurator, einen Empfang im American Museum of Natural History anlässlich der Eröffnung der Gozer-Ausstellung, bevor sie ins Sedgewick Hotel zurückkehren.
Die Ghostbusters finden heraus, dass der bereits aus dem ersten Film Bekannte Architekt und fanatische Gozer-Verehrer Ivo Shandor aus mehreren Gebäuden ein Mandala geschaffen hat, dessen Knoten sie schließen müssen. Der Weg führt die Geisterjäger weiter auf eine Insel im Hudson River, auf der Ivo Shandor eine geheime Schlossanlage errichtet hat, in der noch sein untoter Kult residiert und Gozer verehrt. Im großen Finale treffen sie auf dem Central-Park-Friedhof auf Shandor in seiner Vernichterform. Dieser hatte Besitz vom Bürgermeister ergriffen, Peck ist zu Peters Bedauern unschuldig. Am Ende kann Ivo Shandor endgültig besiegt werden, und die gesteuerte Figur ist nun ein vollwertiges Mitglied der Geisterjäger.

## Entwicklung
Die Entwicklungskosten betrugen etwa 15 bis 20 Millionen Dollar, fast so viel wie das damalige Filmbudget. Die Windows-, Playstation-3- und Xbox-360-Versionen enthalten realistische Grafiken, während für Nintendo DS, PlayStation 2 und Wii eine cartoonartige Grafik geschaffen wurde.

## Veröffentlichung
Das Spiel sollte ursprünglich im Herbst 2008 erscheinen und von Sierra Entertainment vertrieben werden. Nach dem Zusammenschluss von Sierras Mutterkonzern Vivendi Games mit Activision zu Activision Blizzard gab das neue Unternehmen jedoch bekannt, mehrere Vivendi-Projekte wegen zu geringer Profitabilitätsaussichten nicht mehr veröffentlichen zu wollen, darunter Ghostbusters: The Video Game. Atari SA kündigte im November 2008 die Veröffentlichung zum 25. Jubiläum des Originalfilms im Juni 2009 an. In Europa war das Spiel vorerst nur auf PlayStation 2 und Playstation 3 erhältlich, da sich Plattformanbieter Sony zeitlich begrenzte Exklusivrechte am Spiel gesichert hatte. Die anderen Fassungen folgten später. In den USA erschienen alle Versionen bereits am 16. Juni 2009, genau 20 Jahre nach dem Kinostart von Ghostbusters II.
Am 4. Oktober 2019 wurde Ghostbusters: The Video Game Remastered für Xbox One, PlayStation 4 und Nintendo Switch veröffentlicht. Diese entspricht dem Spiel von 2009, jedoch ohne die deutschsprachige Synchronisation und ohne den Mehrspielermodus.

## Synchronisation
Für die deutsche Lokalisation des Spieles war DAS TEAM/locaTrans zuständig.
| Rolle                              | Originalstimme     | Deutsche Synchronstimme |
| ---------------------------------- | ------------------ | ----------------------- |
| Dr. Peter Venkman                  | Bill Murray        | Arne Elsholtz           |
| Dr. Raymond Stantz                 | Dan Aykroyd        | Thomas Danneberg        |
| Dr. Egon Spengler                  | Harold Ramis       | Hubertus Bengsch        |
| Dr. Winston Zeddemore              | Ernie Hudson       | Jürgen Kluckert         |
| Janine Melnitz                     | Annie Potts        | Philine Peters-Arnolds  |
| Walter Peck                        | William Atherton   | ?                       |
| Bürgermeister John „Jock“ Mulligan | Brian Doyle-Murray | ?                       |
| Dr. Ilyssa Selwyn                  | Alyssa Milano      | ?                       |
| Vigo                               | Max von Sydow      | Stefan Müller-Ruppert   |
| Dr. Rutherford                     | Joel Murray        | ?                       |
| Spinnenhexe                        | Erin Gray          | Katharina Müller        |

Zusätzliche Stimme im Original: Yuri Lowenthal

## Rezeption
Welt Online vergab das Testergebnis „gut“ (Note: 2,41), IGN bewertete ebenfalls mit „Good“ (PS3-Version: 8,0/10 Punkten, Wii-Version: 7,8/10 Punkten) und PS3M vergab 8,3/10 Punkten.

„Eine liebevolle Hommage an glorreiche Ghostbusters-Zeiten – aber spielerisch bleiben viele Wünsche offen.“

„Ghostbusters – The Videogame ist eines der besten auf einer Filmvorlage basierenden Spiele, die wir seit langer Zeit gespielt haben. Trockener Humor, eine solide und vor allem verständliche Story sowie spassige Kämpfe gegen eine grosse Anzahl verschiedener Geister vermögen zu motivieren. Fans der Filme dürften auch wegen der grossartigen Besetzung am Spiel ihre helle Freude haben.“

„Definitiv eine der besten Lizenzproduktionen seit vielen Jahren und eine der großen Überraschungen des Spielejahres.“

In den ersten zweieinhalb Wochen wurden 440.000 Einheiten verkauft, nach einem Monat waren es weltweit eine Million. In Amerika war es 2009 das am meisten bei Google gesuchte Videospiel. Am 5. Mai 2010 wurden die Cutscenes mit einem Canadian Videogame Award ausgezeichnet. 2011 veröffentlichte Atari ein weiteres Spiel unter der Ghostbusters-Lizenz, Ghostbusters: Sanctum of Slime.

## Trivia
In der Remastered Edition aus dem Jahr 2019 wird im Vorspann an Harold Ramis gedacht, der 2014, also fünf Jahre nach dem Erscheinen der Originalversion des Spiels verstorben ist.